# セルセ (ヘンデル)

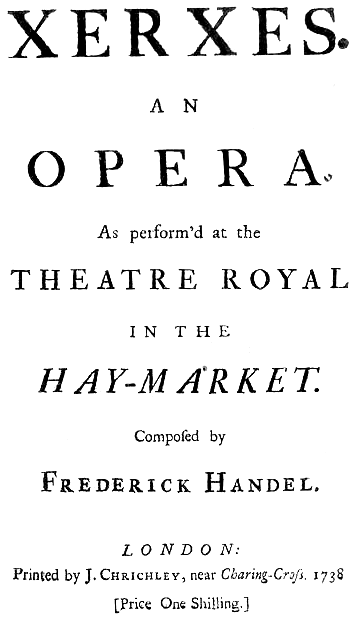
1738年のリブレットの表紙

『セルセ』（Serse）または『クセルクセス』（Xerxes）HWV 40は、ゲオルク・フリードリヒ・ヘンデルが1737年から1738年にかけて作曲したイタリア語のオペラ。ヘンデルのオペラとしては後期のもので、オペラ・セリアであるにもかかわらずコミカルな内容を持つ。この作品はヘンデルが書いた最初のコミカルなオペラだった。
題名の「セルセ」はクセルクセスのイタリア語形。アケメネス朝のクセルクセス1世がギリシア遠征のときにヘレスポントス海峡に橋をかけようとしたというヘロドトス『歴史』に見える話を背景にしているが、話のほとんどは虚構である。
台本は17世紀のニコロ・ミナートによるもので、かつてフランチェスコ・カヴァッリやジョヴァンニ・バッティスタ・ボノンチーニによって作曲された。この作品はボノンチーニが自作の盗作スキャンダルによってロンドンを去った後に残された楽譜を、ヘンデルが改作したものである。その際、登場人物として従者のエルヴィーロを追加している。「変装した召使」という役柄はイタリアのオペラ・ブッファによく見られる登場人物でもあった。
ヘンデルの他のオペラと同様、作曲者の没後は忘れ去られ、わずかに冒頭のアリア『オンブラ・マイ・フ』のみが有名であったが、古楽の復興とともにオペラ全体が上演されることも増えてきている。

## 作曲の経緯
ヘンデルは1710年のオペラ『リナルド』でロンドンを席巻して以来、イギリスの代表的なオペラ作家として活躍してきたが、1728年の『乞食オペラ』以来、ロンドンの聴衆は英語の通俗的なオペラを好むようになり、イタリア・オペラの人気は落ちた。
1730年代にはヘンデルはライバルの貴族オペラとも戦わなければならなかった。ヘンデルは貴族オペラに対抗して『アリオダンテ』、『アルチーナ』でバレエを取り入れるなどの新基軸を打ち出したにもかかわらず成功しなかった。
1737年に貴族オペラは倒産した。ヘンデルも病に倒れ、また莫大な負債を負った。
病気から回復したヘンデルはキャロライン王妃の葬送アンセムを書き、オペラ『ファラモンド』と『セルセ』を書いた。『セルセ』は1737年12月26日に作曲を開始し、翌1738年2月14日に完成した。
1738年4月15日にヘイマーケットの国王劇場で初演されたが、イタリア・オペラはもはや成功しなかった。同時期に上演された低俗なバーレスク『ウォントリーの竜』が1シーズンに69回も上演されるほどの盛況だったのに対し、『セルセ』はシーズン中に5回しか上演されず、ヘンデル存命中に再演されることもなかった。ヘンデルはオペラから足を洗い、オラトリオへと向かうようになっていった。

## 編成
トランペット、ホルン2、リコーダー2、オーボエ2、弦、通奏低音。

## 登場人物
ヘンデルの他の作品と同様、主要な男性役も女声によって歌われる。バスはいずれも脇役である。1738年の初演時には有名なカストラートのカッファレッリがセルセを演じた。
- セルセ（クセルクセス）：ソプラノ カストラート - ペルシアの王。
- アルサメネ：メゾソプラノ - セルセの弟。
- エルヴィーロ：バス - アルサメネの従者。
- アリオダテ：バス - ペルシアの将軍。
- ロミルダ：ソプラノ - アリオダテの娘。
- アタランタ：ソプラノ - ロミルダの妹。
- アマストレ（アメストリス）：コントラルト - セルセの婚約者。

## あらすじ

### 第1幕
フランス風序曲の後、セルセ王は将軍アリオダテの娘のロミルダを見初める。しかしロミルダはセルセの弟のアルサメネとひそかに愛しあっていた。セルセはロミルダと結婚しようとし、それを止めようとしたアルサメネを追放する。傷心のアルサメネはロミルダへの手紙を書き、従者エルヴィーロにことづける。
一方、セルセには遠い国にアマストレという婚約者があった。アマストレは危険を避けるために男に変装してセルセのもとまで旅するが、セルセが自分以外の者と結婚しようとしていると知って怒り、男装を解かないままセルセに復讐しようと考える。

### 第2幕
エルヴィーロが花屋に変装してやって来るが、アルサメネに横恋慕しているアタランタがエルヴィーロをだまして手紙を奪う。アタランタはこの手紙を自分あてのものといつわってセルセに渡し、自分とアルサメネ、セルセとロミルダが結ばれるように画策する。セルセはこの手紙をロミルダに見せるが、ロミルダの愛は変わらない。
ペルシア軍はヨーロッパを攻撃するための橋を建設する。このときセルセはアルサメネに会ってアタランタと結婚するように言うが、アルサメネは自分がロミルダを愛していると主張する。その後、嵐によって橋は破壊される。
アマストレは自殺しようとするが、エルヴィーロに助けられる。その後、ロミルダがセルセに誘惑されて危険な状態になるが、男装したアマストレに助けられる。

### 第3幕
アルサメネとロミルダに責められ、アタランタは自分の嘘を認める。
セルセに脅迫されたロミルダは、父の将軍が認めるならばセルセと結婚すると言ってしまう。それを物陰から聞いていたアルサメネはロミルダを非難し、ふたりの関係に亀裂が走る。
セルセは将軍に向かって「ロミルダが王家の人間と結婚すること」の許可を求める。将軍は喜んで認めるが、娘の結婚相手をアルサメネだと思いこむ。
セルセがアルサメネを殺すことを恐れたロミルダはアルサメネに危険を告げようとするが、ふたりは喧嘩になる。しかし将軍のところでは結婚式の準備が整っており、ふたりを見るとその場で結婚させる。そこへセルセがやってきて将軍の誤解に気づき、アルサメネにロミルダを殺すように命令するが、アマストレが割ってはいり、自分の正体をあかす。セルセはそれまでの自分の行いを謝罪し、アルサメネとロミルダの結婚を祝福する。

## 演奏
第一次世界大戦後、1920年代にドイツのゲッティンゲン・ヘンデル音楽祭で『セルセ』を含むヘンデルのオペラが復活上演されたが、ヘンデルの原曲に対して大きな変更が加えられていた。男性主役のセルセとアルサメネの声はテノールとバリトンに変えられた。
1962年、ピエロ・ベルージによって『セルセ』が復活上演された。
1985年にはニコラス・ハイトナー演出で上演された。演奏はチャールズ・マッケラス指揮イングリッシュ・ナショナル・オペラにより、歌詞は英語で、主役のクセルクセス（英語ではザークシーズ）をアン・マレイが演じた。舞台はペルシアでなくヘンデルの時代のロンドン風になっている。この作品は同年のローレンス・オリヴィエ賞を受賞した。1988年にはライブ録画版が発売された。その後何度も再演されている。
2000年のドレスデン音楽祭での公演もDVDとして映像化されている。